# Euagrotis tenuescens
Euagrotis tenuescens är en fjärilsart som beskrevs av Smith 1890. Euagrotis tenuescens ingår i släktet Euagrotis och familjen nattflyn. Inga underarter finns listade i Catalogue of Life.